# Всеукраїнські велосипедні перегони пам'яті майстра спорту Володимира Філіпенка
Всеукраїнські велосипедні перегони пам'яті майстра спорту Володимира Філіпенка проводяться щорічно у вересні в місті Тернополі від 1995 року.

## Відомості

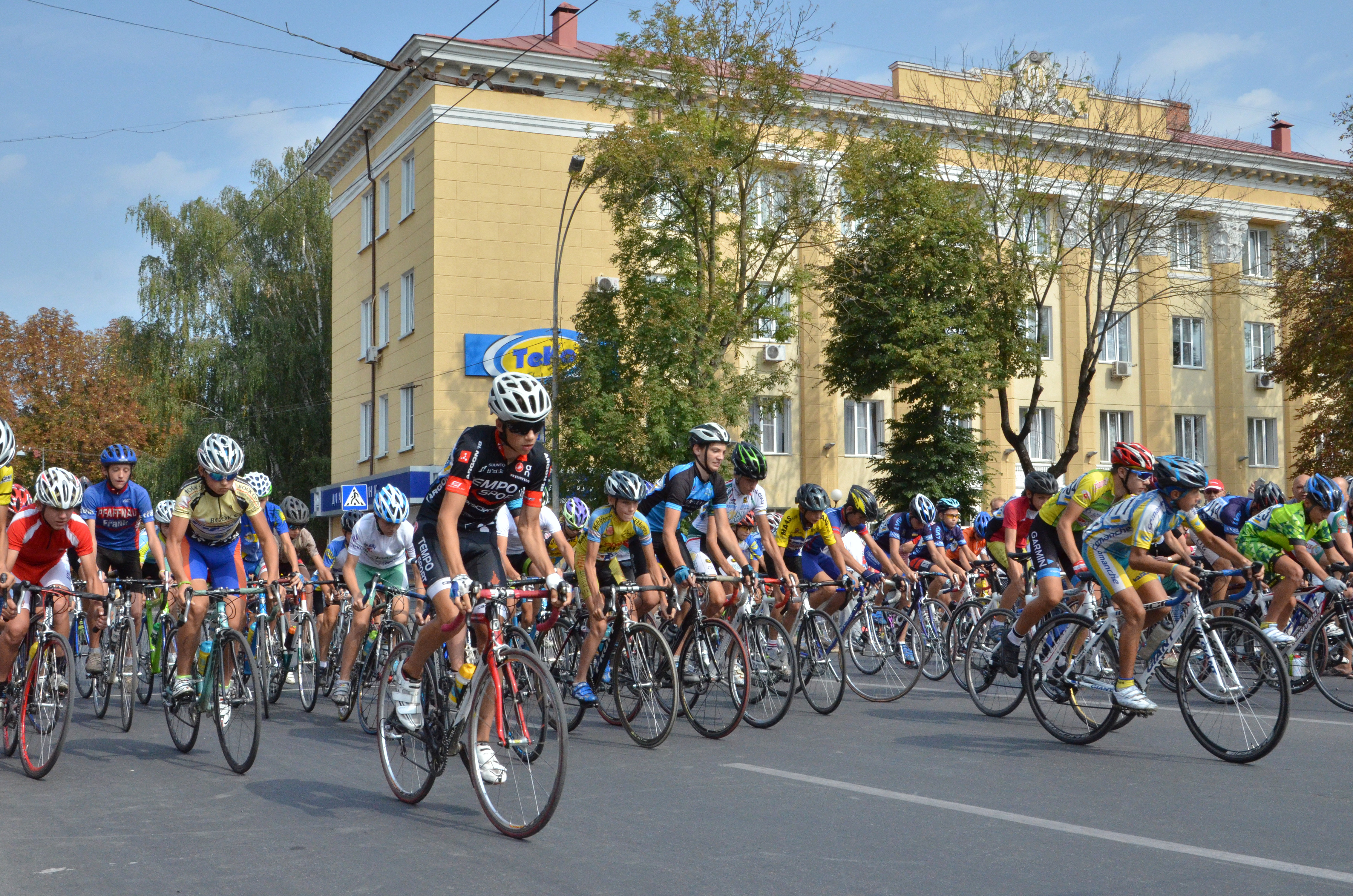
Перегони 2016 року

Організаторами перегонів є Міністерство освіти і  науки України, управління з питань фізичної культури і спорту Тернопільської обласної державної адміністрації, управління сім'ї, молодіжної політики та спорту Тернопільської міської ради та Тернопільська обласна федерація велосипедного спорту.
Метою змагання є популяризація велосипедного спорту, вшанування пам'яті майстра спорту Володимира Філіпенка, відбір найсильніших спортсменів до складу збірної команди України.
Змагання проводяться на приміських шосе, а велогонка в середмісті Тернополя по вулицях Замковій (старт і фініш), Майдану Волі, Кардинала Сліпого, Листопадовій та М. Грушевського.

## Змагання за роками

### 2011
Змагання тривали три дні, до програми якої увійшли групова гонка, індивідуальні перегони на час та гонка-критеріум. У групі старших юнаків 1995—1996 років народження, переміг другокурсник Технічного коледжу Тернопільського національного технічного університету Віталій Гринів. На другому місці — учень Тернопільської ЗОШ № 19 Тарас Шевчук, на третьому — Владислав Кремінський з Вінниччини. У групі дівчат старшої вікової групи перемогу здобула Олена Урбанович із Хмельницького, друге місце в учениці Тернопільської ЗОШ № 26 Анастасії Годи.

### 2012

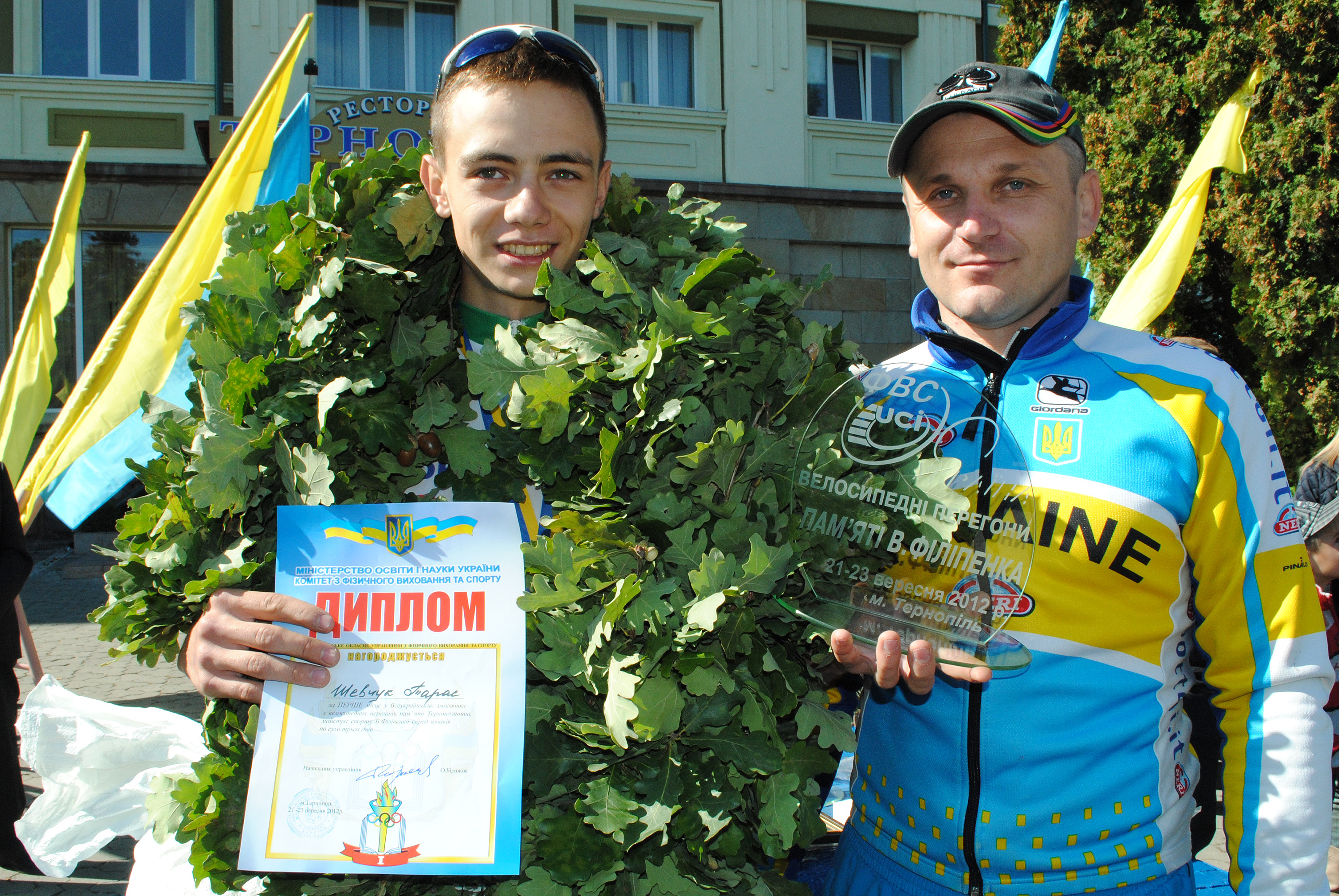
Переможець у групі старших юнаків, учень Тернопільської ЗОШ № 19, майстер спорту Тарас Шевчук (зліва)

У змаганнях взяли участь 140 спортсменів з 19 областей України

### 2013
У змаганнях взяли участь 120 велосипедистів з 11 областей України, що представляли 20 спортивних клубів. Загальна кількість нагород — 56, зокрема, наймолодший учасник перегонів та ветеран велоспорту. Переможцем у групі старших юнаків став учень Тернопільської ЗОШ № 19, майстер спорту Тарас Шевчук.

### 2014
120 спортсменів віком до 16 років із 17 областей України стали учасниками ХХ ювілейних перегонів. Велосипедисти виступали у групових та індивідуальних перегонах на час і в критеріумі. Молодші дівчата та юнаки змагались у групових перегонах на дистанції 25 км та 45 км відповідно та в індивідуальних перегонах на час на дистанції 10 км.

### 2015
У змаганнях взяли участь 240 спортсменів із 27 спортивних клубів з 19 областей України.

### 2016
У змаганнях взяли участь 210 спортсменів з 19 областей, які представляють 36 спортивних клубів

### 2017
Відбулися 8—10 вересня.

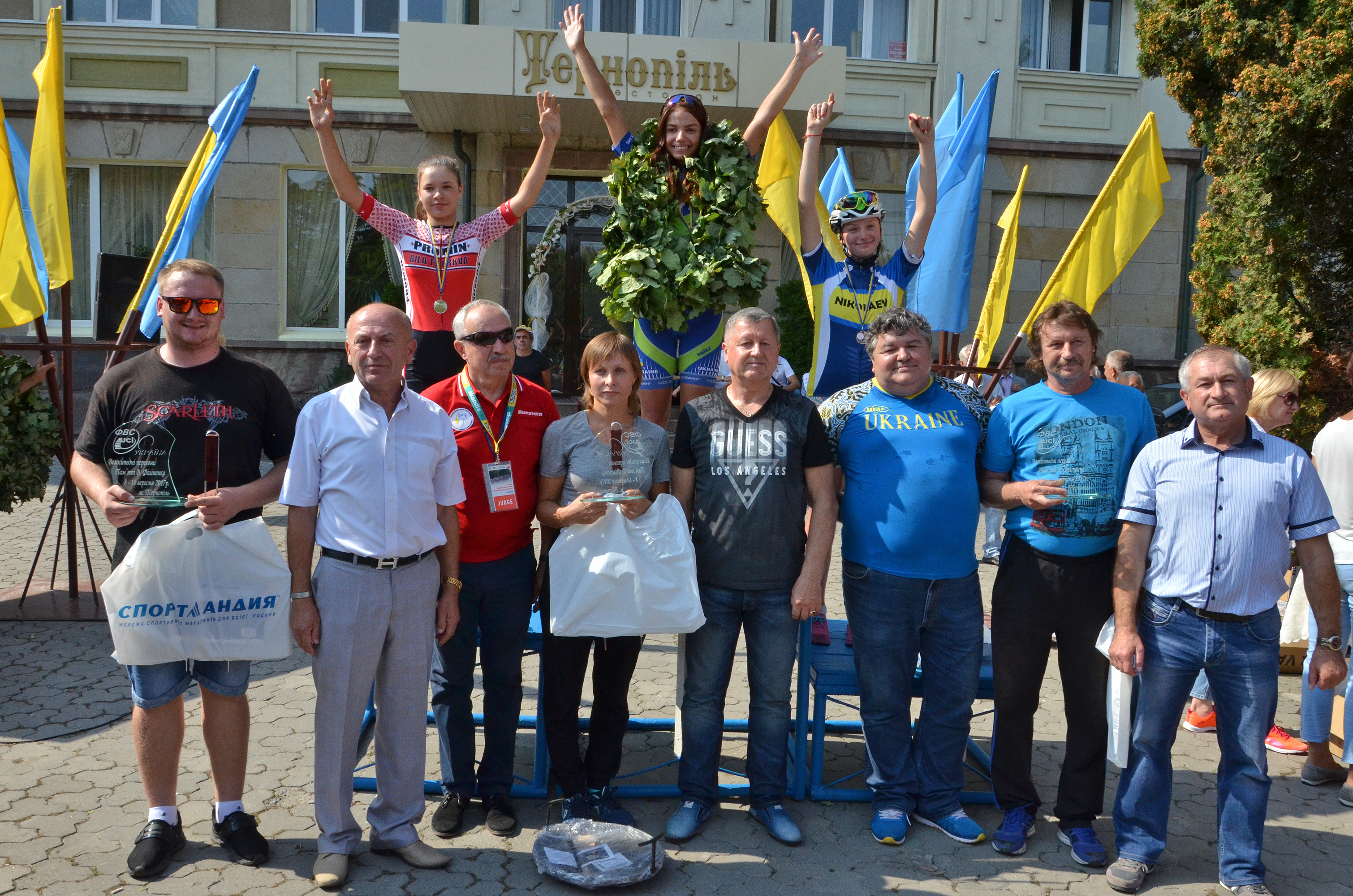
Переможці, судді і тренери
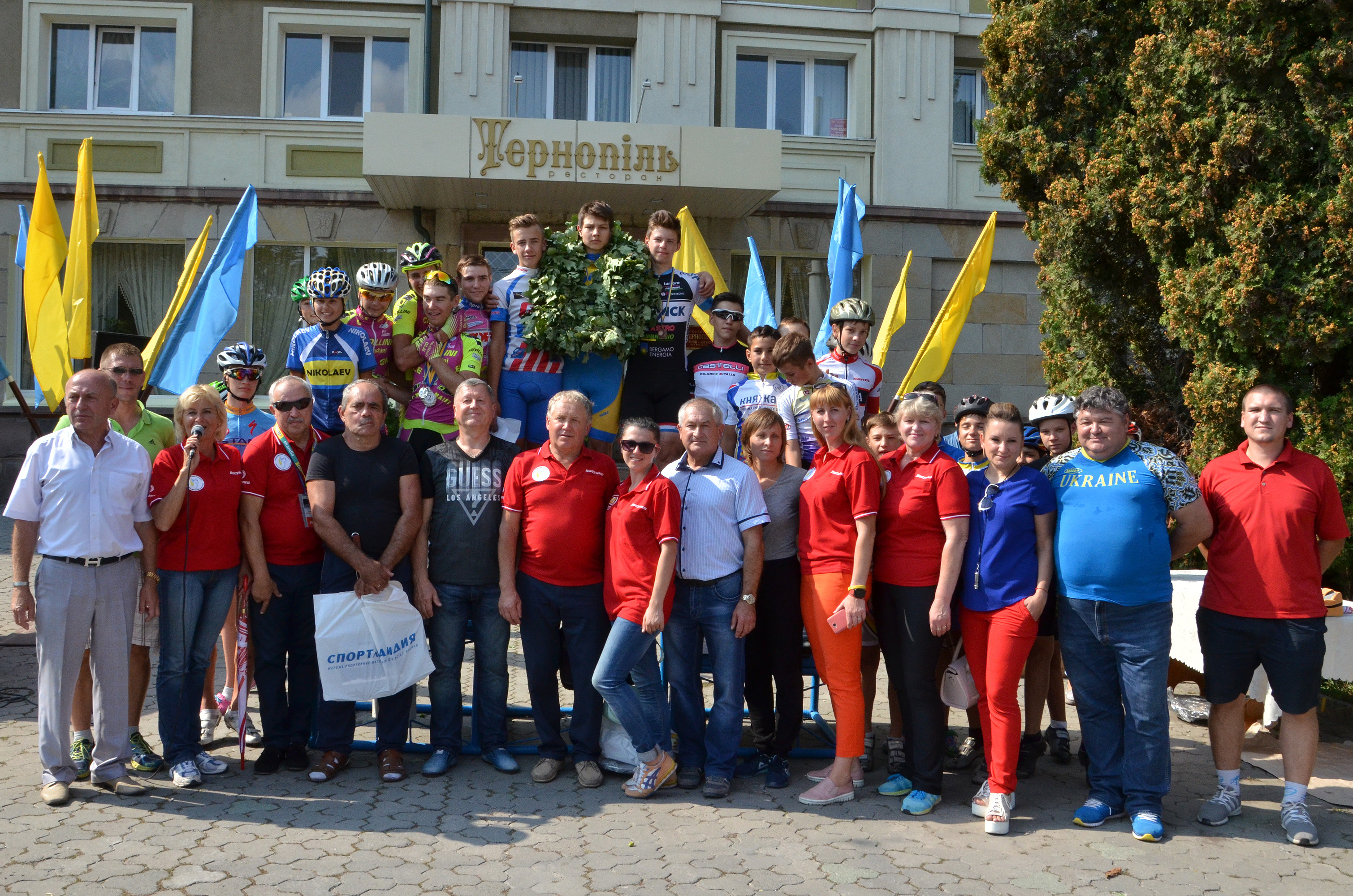
Переможці, судді і тренери
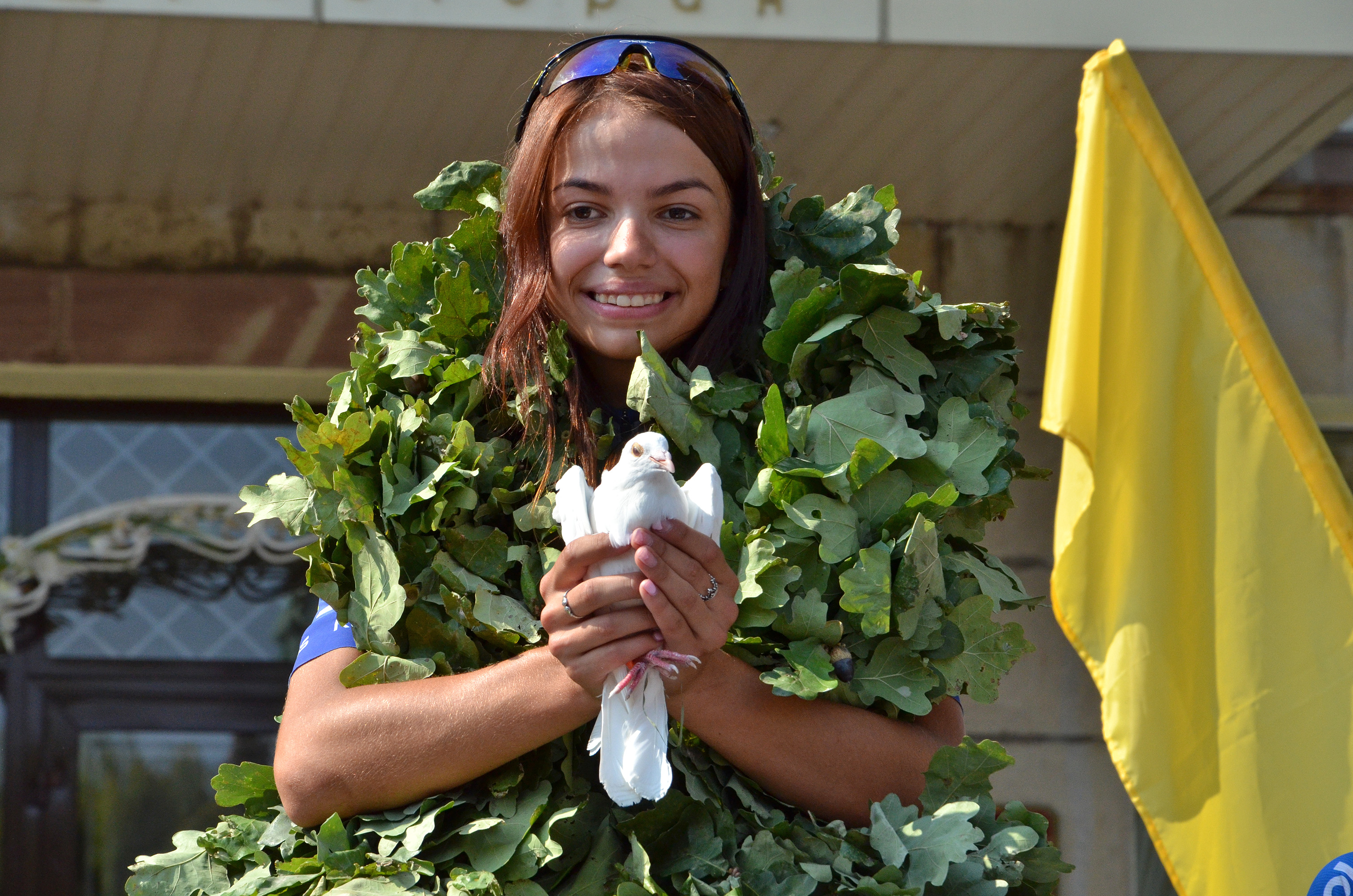
Переможниця серед дівчат Тетяна Ященко
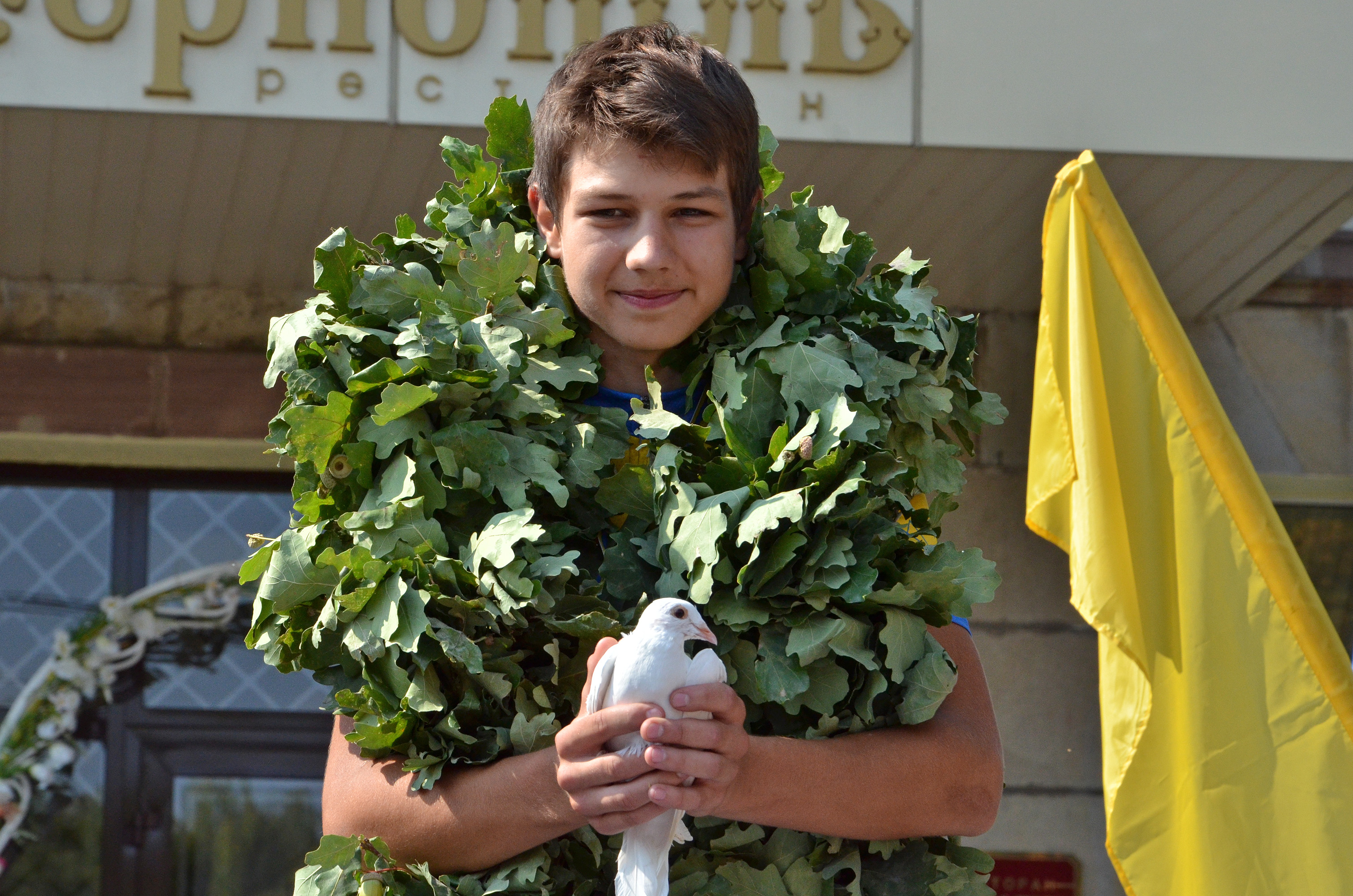
Переможець серед юнаків Андрій Пономар

## Переможці
| Роки/групи      | Роки/групи                     | Золото                     | Срібло                        | Бронза |
| --------------- | ------------------------------ | -------------------------- | ----------------------------- | ------ |
| 1995            |                                |                            |                               |        |
| старші дівчата  |                                |                            |                               |        |
| старші юнаки    |                                |                            |                               |        |
| молодші дівчата |                                |                            |                               |        |
| молодші юнаки   |                                |                            |                               |        |
| 1996            |                                |                            |                               |        |
| старші дівчата  |                                |                            |                               |        |
| старші юнаки    |                                |                            |                               |        |
| молодші дівчата |                                |                            |                               |        |
| молодші юнаки   |                                |                            |                               |        |
| 1997            |                                |                            |                               |        |
| старші дівчата  |                                |                            |                               |        |
| старші юнаки    |                                |                            |                               |        |
| молодші дівчата |                                |                            |                               |        |
| молодші юнаки   |                                |                            |                               |        |
| 1998            |                                |                            |                               |        |
| старші дівчата  |                                |                            |                               |        |
| старші юнаки    |                                |                            |                               |        |
| молодші дівчата |                                |                            |                               |        |
| молодші юнаки   |                                |                            |                               |        |
| 1999            |                                |                            |                               |        |
| старші дівчата  |                                |                            |                               |        |
| старші юнаки    |                                |                            |                               |        |
| молодші дівчата |                                |                            |                               |        |
| молодші юнаки   |                                |                            |                               |        |
| 2000            |                                |                            |                               |        |
| старші дівчата  |                                |                            |                               |        |
| старші юнаки    |                                |                            |                               |        |
| молодші дівчата |                                |                            |                               |        |
| молодші юнаки   |                                |                            |                               |        |
| 2001            |                                |                            |                               |        |
| старші дівчата  |                                |                            |                               |        |
| старші юнаки    |                                |                            |                               |        |
| молодші дівчата |                                |                            |                               |        |
| молодші юнаки   |                                |                            |                               |        |
| 2002            |                                |                            |                               |        |
| старші дівчата  |                                |                            |                               |        |
| старші юнаки    |                                |                            |                               |        |
| молодші дівчата |                                |                            |                               |        |
| молодші юнаки   |                                |                            |                               |        |
| 2003            |                                |                            |                               |        |
| старші дівчата  |                                |                            |                               |        |
| старші юнаки    |                                |                            |                               |        |
| молодші дівчата |                                |                            |                               |        |
| молодші юнаки   |                                |                            |                               |        |
| 2004            |                                |                            |                               |        |
| старші дівчата  |                                |                            |                               |        |
| старші юнаки    |                                |                            |                               |        |
| молодші дівчата |                                |                            |                               |        |
| молодші юнаки   |                                |                            |                               |        |
| 2005            |                                |                            |                               |        |
| старші дівчата  |                                |                            |                               |        |
| старші юнаки    |                                |                            |                               |        |
| молодші дівчата |                                |                            |                               |        |
| молодші юнаки   |                                |                            |                               |        |
| 2006            |                                |                            |                               |        |
| старші дівчата  |                                |                            |                               |        |
| старші юнаки    |                                |                            |                               |        |
| молодші дівчата |                                |                            |                               |        |
| молодші юнаки   |                                |                            |                               |        |
| 2007            |                                |                            |                               |        |
| старші дівчата  |                                |                            |                               |        |
| старші юнаки    |                                |                            |                               |        |
| молодші дівчата |                                |                            |                               |        |
| молодші юнаки   |                                |                            |                               |        |
| 2008            |                                |                            |                               |        |
| старші дівчата  |                                |                            |                               |        |
| старші юнаки    |                                |                            |                               |        |
| молодші дівчата |                                |                            |                               |        |
| молодші юнаки   |                                |                            |                               |        |
| 2009            |                                |                            |                               |        |
| старші дівчата  |                                |                            |                               |        |
| старші юнаки    |                                |                            |                               |        |
| молодші дівчата |                                |                            |                               |        |
| молодші юнаки   |                                |                            |                               |        |
| 2010            |                                |                            |                               |        |
| старші дівчата  |                                |                            |                               |        |
| старші юнаки    |                                |                            |                               |        |
| молодші дівчата |                                |                            |                               |        |
| молодші юнаки   |                                |                            |                               |        |
| 2011            |                                |                            |                               |        |
| старші дівчата  | Олена Урбанович (Хмельницький) |                            |                               |        |
| старші юнаки    | Віталій Гринів (Тернопіль)     |                            |                               |        |
| молодші дівчата |                                |                            |                               |        |
| молодші юнаки   |                                |                            |                               |        |
| 2012            |                                |                            |                               |        |
| старші дівчата  | Софія Прийма (Львів)           |                            |                               |        |
| старші юнаки    | Тарас Шевчук (Тернопіль)       |                            |                               |        |
| молодші дівчата |                                |                            |                               |        |
| молодші юнаки   |                                |                            |                               |        |
| 2013            |                                |                            |                               |        |
| старші дівчата  |                                |                            |                               |        |
| старші юнаки    | Тарас Шевчук (Тернопіль)       |                            |                               |        |
| молодші дівчата |                                |                            |                               |        |
| молодші юнаки   |                                |                            |                               |        |
| 2014            |                                |                            |                               |        |
| старші дівчата  | Софія Прийма (Львів)           | Діана Галик (Львів)        | Єлизавета Топчанюк (Чернівці) |        |
| старші юнаки    | Владислав Щербань (Тернопіль)  | Валерій Романенков (Львів) | Олексій Купець (Рівне)        |        |
| молодші дівчата | Ірина Лазурко (Хмельницький)   |                            |                               |        |
| молодші юнаки   | Олег Канака (Львів)            |                            |                               |        |
| 2015            |                                |                            |                               |        |
| старші дівчата  | Богдана Солтис (Львів)         |                            |                               |        |
| старші юнаки    | Валерій Романенко (Львів)      |                            |                               |        |
| молодші дівчата |                                |                            |                               |        |
| молодші юнаки   |                                |                            |                               |        |
| 2016            |                                |                            |                               |        |
| старші дівчата  | Ольга Кулинич                  |                            |                               |        |
| старші юнаки    | Ярослав Паращак                |                            |                               |        |
| молодші дівчата |                                |                            |                               |        |
| молодші юнаки   |                                |                            |                               |        |
| 2017            |                                |                            |                               |        |
| старші дівчата  | Тетяна Ященко                  | Марина Варенак             | Софія Шевченко                |        |
| старші юнаки    | Андрій Пономар                 | Максим Білий               | Олександр Сметанюк            |        |
| молодші дівчата |                                |                            |                               |        |
| молодші юнаки   |                                |                            |                               |        |